# FIFA 10
《FIFA 10》是電子藝界第17款FIFA系列的最新遊戲作品，由EA Canada小組負責開發。在2009年10月2日於歐洲公佈，9月30日在澳洲和9月20日在北美發行。它可在PlayStation 3、Xbox 360、PlayStation 2、Wii和PC的Windows。手提版本的遊戲還支援了IOS、NDS、PlayStation Portable和Mobile phone。
試玩版的FIFA 10的Xbox 360、PlayStation 3和PC版本于9月10日在歐洲推出、9月11日在澳洲推出、並於9月17日在北美推出。可試玩切尔西、巴塞羅那、祖雲達斯、拜仁慕尼黑、馬賽和芝加哥火焰六隊球隊。演示的場館採用了溫布萊球場（Xbox 360版本）和FIWC體育場（PlayStation 3版本）。該演示提供友誼賽的一半長度的3實時分鐘。除了打一場友誼賽，演示允許用戶上傳創建遊戲中的視頻和畫面和EA足球世界。遊戲的標語是“How big can football get？”和“Let's FIFA 10”。

## 經理模式
經理模式可讓玩家操作任何經過授權的聯賽和球隊。
經理模式在FIFA 10 改進了，處理了許多以前的問題和批評。EA Canada 聲稱，在PlayStation 3和Xbox 360版本改進了超過50個地方。包括：

### 新功能
“全面的足球體驗”是一個新的功能，其中來自各地的足球新聞管理模式的世界是可見的，包括球員的轉會、在國外聯賽的表現。新的“經理助理”，可以用來照顧球隊的陣容和輪換陣容的基礎上的重要性，即將舉行的比賽。例如，如果下一場比賽是對低額定隊，他將確保在板凳上的球員通常會在比賽開始。
模擬比賽的結果將更多基於隊的實力，過去出現被隨機的情況已成歷史。這將導致更少出現強隊為讓級而戰，弱隊贏得聯賽冠軍的情況。也出現更輪換球員的因素，如疲勞、球員的形式，相對重要性的比賽，所以球隊於國內盃可能使用較弱和較年輕球員，而不是一個完整陣容。球場的名稱是可以改變的，使遊戲更貼近現實。
所有財務事項是基於贊助商，球會董事會，提供了兩個總預算：工資預算，數額用為支付球員薪金；轉會預算，用於購買球員以增強球會的實力。
該傳輸系統變得更真實，金錢不再是收購球員的壟斷因素。你要做出承諾，如可以參加國際賽事，例：歐霸盃或歐洲冠軍聯賽。如果其他球會接受你對他們發出的購買要求，你將要作出一個選擇，如果你同意了，球員們將於合約上簽署。

### 球員經驗系統
“運動員成長的經驗與系統”發生了變化。球員的能力增長將取決於在遊戲中的表現，放置在球員和成就基礎上。分別有三種可取得的經驗類別：“精神”，“身體”和“技能”。高潛力的年輕球員將獲得更快的經驗，每個球員都會有個別的增長點，從而帶來更真實的球員的增長模式。 
一個“活的季節”功能已實施內部管理模式，讓玩家的“形式”上升和下降的基礎上的表現（在經理模式本身，而不是現實世界的事件）。他將獲得暫時的高或低等級以及暫時較高或較低的統計資料，以反映這一點。
虛構的球員被添加到管理模式的遊戲本身現在有區域化的名字，比如：來自巴西的球員將不會有英文名稱。

### 虛擬實況
“虛擬實況”允許玩家創造一個球員，帶他通過是一個親四個賽季中，包括他的職業生涯中的經理模式，利用他在踢了比賽和休息室模式，以及利用他在球場。遊戲的人臉也被添加到FIFA 10其他EA體育遊戲，玩家可以創建自己的遊戲在網絡上的人臉在easports.com或easportsfootball.co.uk，然後把它們下載到遊戲。一旦創建遊戲的人臉特徵，他可以被應用到玩家在遊戲。臉上可以改變任何時間在網上。遊戲面對的是作為球員的頭像在網上播放。玩家也可以增加他們的球員和球員的屬性特徵、慶典，並配有可上鎖，使球員和獨特的現實。創建的球員也可在網上與朋友在FIFA球會模式中遊玩。

## 球場
2009年8月27日，該名單的球場和天氣條件的每一個分別公佈了。遊戲特色50個足球場館，包括大部分的大型球場由歐洲最著名的聯賽，如安聯球場、諾坎普球場、酋長球場、安菲爾德球場、奧脫福球場、史丹福橋球場和聖西路球場，並作為以及一系列通用場館和實踐領域。皇家馬德里的伯納烏了可以免費下載推出的日子。天氣可在每個場館調整，有白天和黑夜的版本，和多雲，雨，和雪的版本。
該球場場館的通用名稱可以改變，但是在一個特殊的主菜單條的規定，以反映用戶的名稱球會的大本營，如果用戶選擇這樣做。每個地面的能力也是上市公司，這樣一個能力類似球會的實際球場容量可供選擇，使遊戲體驗更加真實。

## 球隊貿易
2009年12月，EA 宣布，EA體育遊戲轉會市場擴張模式中引入了FIFA將於09日公佈2010年2月在PlayStation 3和Xbox 360版本的遊戲。和以前的版本一樣，該模式允許創建自定義的團隊根據收集的各類卡。這次於2月25日發布的更新，特色的新的PlayStation和Xbox Live網絡獎盃成就為FIFA 10。它的費用是400微軟點數/$4.99/€4.99/£3.99。
該模式是一個更新的模式向最終從FIFA 09。誰擁有了用戶原有的極限組的有兩次免費的黃金包後創建自己的球隊，隨著球隊的名字下面的日期，以顯示該小組成立一年。像原來，每隊均有充分的球隊的球員，首先，隨著體育場、隊章和一個主客場套件。新球員、工作人員和物品，就可以買到來自6個不同類型的卡包用，分為三大類（金、銀、銅），或通過貿易與其他用戶通過招標選擇他們的卡銷售，為他們提供優惠或購買他們的具體價格。在遊戲中的貨幣是硬幣，這是獲得玩遊戲，參加各種賽事或交易的其他用戶。獎金硬幣被授予完成不同的要求，如贏得一場比賽，被授予最佳球員和擁有和傳球的準確性。該卡包極限隊仍然有基本的銅包（500金幣）、銀包（2500金幣）和金包（5000金幣），但現在也有獎金包在每個類別中，所謂的高級包，價格較高（銅卡費用750、銀卡費用3250、金卡費用7500），但給予3張罕見的卡，而基本包是沒有的。
在貿易球隊市場，保持你的球員在你的球隊你必須給他們的合同。不過，與去年不同，球員誰運行呈現出合同無法播放，直到合同適用於他們，不如說是從你的團隊完全刪除。合同中可以找到包或部分收購交易。不同於舊極限隊球員現在可以存儲無限量的球員、體育場館、工作人員、卡包和標誌，使用它們時需要。營運科也得到改善，從而提高了搜索和觀察名單，跟踪的一些項目。

## 遊戲封面
每個地方的FIFA 10都有不同的封面球員。英國和愛爾蘭版本封面是、林柏特和朗尼；澳洲版本封面是朗尼和卡希爾；新西蘭版本封面是朗尼和林柏特；德國版本封面是和朗尼；意大利版本封面是朗拿甸奴和；法國版本封面是、賓施馬和；西班牙版本封面是賓施馬和沙維；波蘭版本是朗尼和；葡萄牙的封面林柏特和；匈牙利版本封面是朗尼和迪祖薩克；北美版本的封面是林柏特、和薩夏·克傑斯坦。

## 外部連結
- Xbox.com FIFA 10「國際足盟大賽 10」- Game Detail Page